# Agulhas-langsnavelleeuwerik
De agulhas-langsnavelleeuwerik (Certhilauda brevirostris) is een zangvogel uit de familie Alaudidae (leeuweriken). Deze soort wordt onder andere door BirdLife International beschouwd als een ondersoort van de Kaapse langsnavelleeuwerik (C. curvirostris).

## Kenmerken
De vogel lijkt sterk op de Kaapse langsnavelleeuwerik maar heeft een iets kortere snavel en een duidelijkere, witte wenkbrauwstreep.

## Verspreiding en leefgebied
Deze soort is endemisch in zuidelijk Zuid-Afrika in de gemeente Breedevallei en omstreken waar de vogel voorkomt in braakliggend of recent geploegd, extensief gebruikt akkerland op arme gronden, maar ook wel in natuurlijke vegetaties op zandige gronden langs de kust in de West-Kaap. De Kaapse langsnavelleeuwerik komt voor in een smalle strook langs de kust van de West-Kaap tot in Namibië.